# Jason Puncheon
Jason Puncheon, född 26 juni 1986, är en engelsk fotbollsspelare som spelar för Pafos. Puncheon har tidigare spelat för bland annat Barnet och Southampton. Puncheon har gjort mål i samtliga fyra divisioner i den engelska proffsligafotbollen.

## Karriär
Den 4 januari 2019 lånades Puncheon ut till Huddersfield Town på ett låneavtal över resten av säsongen 2018/2019. I augusti 2019 gick Puncheon till cypriotiska Pafos.